# 清水組 (山口組)
清水組（清水組）、位於兵庫縣神戸市生田區本部的設置，日本的指定暴力團之一，原三代目山口組的2次團體。後一和會的2次團體。1988年被消灭。

## 略史
第二次世界大戰後「清水光重」任「地道行雄」的舍弟。1956年清水集結50人在神戸成立「清水會」；之後改稱「清水組」。清水脫離地道組升格為第三代山口組（組長・田岡一雄）直參，並與柳川組組長・柳川次郎結為兄弟。1971年9月 清水就任山口組若頭補佐。1974年12月 清水的副組長・安達晴信（安達組組長）與若頭・中谷利明（中谷組組長）同時昇格為山口組直參。1978年11月 清水參與「大阪戰争」（與第二代松田組的對抗）在調解不當、被迫斷指處分、並解任山口組若頭補佐的職務。1980年4月 清水病逝。由清水的親子・清水光廣繼承第2代，並昇格山口組直參。同時、原清水的舍弟・倉本廣文（倉本組組長）、幹部・盛 政之助（盛政組組長）退出清水會、移籍其他團體。1984年6月13日 清水光參與「一和會」（會長・山本 廣）就任副幹事長。1988年7月15日 清水光廣退出一和會，清水會亦解散。

## 歴代組長
- 初代（1956年～1980年4月）：清水光重（三代目山口组原若头补佐）
- 第2代（～1988年）：清水光廣（一和会副干事长、原三代目山口组若中。光重的親子）

## 最高幹部
- 組長・清水光廣
- 若頭・茂山秀雄
- 舍弟頭・中村清
- 副組長・西來  功（一和會幹事長補佐、八生會會長）